# Might and Magic: The Secret of the Inner Sanctum
Might and Magic: The Secret of the Inner Sanctum (MM1) is een van de eerste Computer role-playing games voor de pc en andere platformen. Tevens was dit het eerste spel in de Might and Magic-serie. Het spel werd in 1987 uitgebracht door New World Computing en later heruitgebracht in Might and Magic VI: The Mandate of Heaven speciale editie.

## Ontwikkeling
De originele versie van het spel was bijna geheel ontworpen door Jon Van Caneghem in een periode van drie jaar.
Vanwege de populariteit werd het spel aangepast voor meerdere platformen en kwamen er acht sequels uit in de vijftien jaar erop.

## Verhaal
Het spel focust zich op zes avonturiers die proberen het geheim van de “Inner Sanctum”, een soort “Heilige Graal”, te ontdekken in het land VARN. Op hun zoektocht ontdekken de helden Corak, een afgezant van de Ancients. Hij vertelt hen over zijn jacht op de slechte planeetwachter Sheltem. Uiteindelijk helpen de helden hem Sheltems leger te verslaan. Aan het eind van het spel gaan ze door de “poorten naar een andere wereld” en belanden in de wereld CRON, niet wetende dat Sheltem ook naar deze wereld is ontsnapt.

## Het spel

### Speelwijze
MMI heeft een eerste persoon perspectief gelijk aan het spel Bard’s Tale. De spelwereld is verdeeld in en doolhof-achtige kaart. De speler bestuurt een zestal personages wier krachten en mogelijkheden gebaseerd zijn op een set regels, gelijk aan het spel Dungeons and Dragons. Vijandelijke wezens zijn onzichtbaar totdat je zo dicht in hun buurt komt dat ze aanvallen. Om die reden schakelt het spel vaak zonder waarschuwing over op een gevecht.
Het spel speelt zich af in de middeleeuwse fantasiewereld VARN. Ook veel van de inwoners van deze wereld zijn fantasiewezens.

### Personages
Er zijn zes personageklassen in MM1. Elk van de personages heeft een set regels.
- Knight
- Cleric
- Robbers
- Sorcerers
- Paladins
- Archers

Elk personage wordt bij creatie toegewezen aan een ras:
- Human
- Elf
- Half-orc
- Gnome
- Dwarf

### Magie
Er zijn twee soorten magie in MM1: Sorcerer spells en Clerical spells.
De Sorcerer spells zijn spreuken die gebruikt kunnen worden door de Sorcerers en Archers. Ze zijn vaak offensief en brengen schade toe aan alle vijandige wezens.
De Clerical spells zijn spreuken die gebruikt kunnen worden door Clerics en Palladins. Deze spreuken zijn vaak defensief en focussen zich op genezen, verdediging, verwijdering van gif en andere beschermende effecten.

## Platforms
| Jaar | Platform                                  |
| ---- | ----------------------------------------- |
| 1986 | Apple II                                  |
| 1987 | Commodore 64, DOS, FM-7, Macintosh, PC-88 |
| 1988 | MSX, PC-98, Sharp X1, Sharp X68000        |
| 1990 | NES                                       |

## Ontvangst
| Beoordeeld door                       | Jaar | Platform     | Score |
| ------------------------------------- | ---- | ------------ | ----- |
| 64'er                                 | 1989 | Commodore 64 | 93%   |
| ACE (Advanced Computer Entertainment) | 1988 | DOS          | 82%   |
| ASM (Aktueller Software Markt)        | 1988 | Commodore 64 | 80%   |
| GamePro (US)                          | 1992 | NES          | 80%   |
| Happy Computer                        | 1988 | Commodore 64 | 60%   |
| Power Play                            | 1988 | Commodore 64 | 60%   |
| PC Games (Duitsland)                  | 1993 | DOS          | 60%   |
| Joker Verlag präsentiert: Sonderheft  | 1992 | DOS          | 54%   |
| The DOS Spirit                        | 2007 | DOS          | 50%   |
| ACE (Advanced Computer Entertainment) | 1989 | Commodore 64 | 44%   |